# مت فریمن
مت فریمن (انگلیسی: Matt Freeman؛ زادهٔ ۲۳ آوریل ۱۹۶۶) یک موسیقی‌دان اهل ایالات متحده آمریکا است. وی از سال ۱۹۸۰ میلادی تاکنون مشغول فعالیت بوده‌است.